# Conjectura de Legendre
A conjectura de Legendre, enunciada por Adrien-Marie Legendre, afirma que existe sempre um número primo entre {\displaystyle n^{2}} e {\displaystyle (n+1)^{2}}, para qualquer {\displaystyle n} inteiro positivo. Essa conjectura faz parte dos problemas de Landau (1912). A conjectura ainda não foi nem provada nem refutada.
Chen Jingrun demonstrou em 1965 que existe sempre um número compreendido entre {\displaystyle n^{2}} e {\displaystyle (n+1)^{2}} que é primo ou semiprimo, ou seja, o produto de dois primos. Além disso, sabe-se que há sempre um número primo entre {\displaystyle n-n^{\theta }} e {\displaystyle n}, sendo {\displaystyle \theta =23/42=0,547...} (demonstrado por Iwaniec e Pintz em 1984)
A sequência dos primeiros primos compreendidos entre {\displaystyle n^{2}} e {\displaystyle (n+1)^{2}} é 2, 3, 5, 11, 17, 29, 37, 53, 67, 83, 101, 127, 149, 173, 197, 227, 257, 293, 331, 367, 401,... (sequência A007491 na OEIS).
A sequência da quantidade de primos compreendidos entre {\displaystyle n^{2}} e {\displaystyle (n+1)^{2}} é 2, 2, 2, 3, 2, 4, 3, 4, 3, 5, 4, 5, 5, 4, 6, 7, 5, 6, 6, 7, 7, 7, 6, 9,... (sequência A014085 na OEIS).